# U Radnice
Ulice U Radnice na Starém Městě v Praze spojuje Malé náměstí s náměstím Franze Kafky, ze západu tu ústí Linhartská a Platnéřská ulice a východní část ohraničuje Staroměstská radnice.

## Historie a názvy
Ulice vznikla ve 14. století a byla součást velkého tržiště, které má od roku 1895 název Staroměstské náměstí. Názvy ulice se měnily:
- do 17. století – "V uzdářích" nebo "Pod uzdáři", protože se tam prodávaly uzdy
- od roku 1870 – název "Radnická"
- od roku 1914 – současný název "U Radnice".

V roce 2000 se severní část ulice přejmenovala na náměstí Franze Kafky (1883–1924), který se zde narodil.

## Budovy, firmy a instituce
- Nová radnice
- Dům U Zlatého bažanta (restaurace Kotleta) – U Radnice 2[3]
- Dům U Zlatého zvonku – U Radnice 4[4]
- Dům U Zlatotepců – U Radnice 6
- Dům U Zelené žáby – U Radnice 8, první písemná zmínka z roku 1403, úprava fasády z roku 1810 (kulturní památka České republiky), sídlo restaurace Ambiente Brasileiro[5]